# Mary Martha Sherwood
Mary Martha Sherwood, född 1775, död 1851, var en brittisk författare. Hon skrev omkring 400 barnböcker. Hennes författarskap präglas initialt av hennes evangeliska åsikter, men med tiden mer av den viktorianska cult of domesticity. 